# 查尔斯·R·范海思
查尔斯·R·范海思（英語：Charles R. Van Hise，1857年5月29日—1918年11月19日）是一位美国地质学家和進步主義者，1907年任美国地质学会主席，1903年至1918年间任威斯康星大学校长，知名于提出了“威斯康星理念”（"Wisconsin Idea"）。